# Cristina Matiquite
Cristina Matiquite, née le 12 mars 1992 à Luanda, est une joueuse de basket-ball angolaise.

## Carrière
Avec l'équipe d'Angola féminine de basket-ball, elle remporte le Championnat d'Afrique féminin de basket-ball2011, est médaillée d'argent des Jeux africains de 2011, termine sixième du Championnat d'Afrique féminin de basket-ball 2017, cinquième du Championnat d'Afrique féminin de basket-ball 2019, huitième du Championnat d'Afrique féminin de basket-ball 2021 et neuvième du Championnat d'Afrique féminin de basket-ball 2023.